# Esteman
Esteman (de son vrai nom Esteban Mateus Williamson) est un chanteur et compositeur colombien né le 4 mai 1984 à Bogotá.

## Biographie
Après avoir mis sur YouTube une de ses chansons, il sort son premier album en 2012, 1er Acto, qui contient un duo avec Andrea Echeverri. 
Son deuxième album, Caótica Belleza, sorti en 2015, comporte la collaboration d'autres artistes, en particulier Natalia Lafourcade sur la chanson titre, et Carla Morrison sur la chanson Adelante.
En 2019, il sort son troisième album Amor Libre, dans lequel il exprime ouvertement son identité gay. Cet album est retenu par la revue Rolling Stone comme l'un des « 25 meilleurs albums latinos de 2019 ».
Son album Si Volviera a Nacer sort en 2021, avec entre autres des collaborations de Miranda!, Lila Downs, Rozalén.

## Discographie
- 2012 : 1er Acto
- 2015 : Caótica Belleza
- 2019 : Amor Libre
- 2021 : Si Volviera a Nacer

## Récompenses et distinctions

### Nominations
- Latin Grammy Award 2016 : meilleur nouvel artiste et meilleur album alternatif[5]
- Premios Nuestra Tierra 2020 : artiste alternatif/rock[6]

### Récompenses
- Premios Shock 2016 : meilleur clip pour Baila[7]